# Naughty Bear
Naughty Bear ist ein Action-Adventure- und Stealth-Videospiel, das von Behaviour Interactive entwickelt und von 505 Games am 29. Juni 2010 für die PlayStation 3 und Xbox 360 veröffentlicht wurde. Im Mai 2011 veröffentlichte 505 Games die „Naughty Bear Gold Edition“ – das Originalspiel plus alle drei herunterladbaren Inhaltsepisoden, drei neue Waffen und vier neue Multiplayer-Modi.

## Spielprinzip
In Naughty Bear schlüpft der Spieler in die Rolle des gleichnamigen Bären, der in einer von anderen Kuscheltieren bewohnten Welt lebt. Der Spieler hat die Aufgabe, Rache an den anderen Kuscheltieren zu nehmen, die ihn aufgrund seiner Andersartigkeit immer wieder auslachen und demütigen.
Das Spiel bietet dem Spieler eine offene Spielwelt, in der er verschiedene Aufgaben erfüllen und Missionen abschließen kann. Dabei kann der Spieler entweder auf eine aggressive oder subtile Vorgehensweise setzen. Der Fokus des Spiels liegt jedoch auf dem Schleichen und dem Einsatz von Taktiken, um die anderen Kuscheltiere zu überraschen und zu besiegen.
Der Spieler kann verschiedene Waffen und Gegenstände verwenden, um seine Feinde zu eliminieren. Dabei kann er kreativ vorgehen und beispielsweise Fallen aufstellen, sich verkleiden oder seine Gegner mit Schrecken und Angst überziehen. Je nachdem, wie der Spieler vorgeht, kann dies Auswirkungen auf die Spielwelt und das Verhalten der anderen Kuscheltiere haben.

## Handlung
Die Handlung von Naughty Bear dreht sich um den gleichnamigen Bären, der von den anderen Kuscheltieren immer wieder ausgelacht und verspottet wird. Eines Tages beschließt Naughty Bear, sich an seinen Peinigern zu rächen und die Kuscheltierwelt in Angst und Schrecken zu versetzen.
Während des Spiels nimmt Naughty Bear verschiedene Aufträge an, um seine Rachepläne umzusetzen. Dabei erlebt er verschiedene Abenteuer und trifft auf unterschiedliche Charaktere aus der Kuscheltierwelt.

## Rezeption
Naughty Bear erhielt gemischte bis negative Bewertungen von Kritikern. The Daily Telegraph bewertete die Xbox-360-Version mit drei von zehn Punkten. Das Spiel wurde für seine repetitive Gameplay-Struktur, technische Mängel und eingeschränkte Spielmechaniken kritisiert. Die Grafik und der Soundtrack erhielten ebenfalls gemischte Bewertungen. The Escapist gab der PS3-Version eine Bewertung von zwei von fünf Sternen und sagte: „Obwohl es das Gefühl eines Slasher-Streifens recht gekonnt einfängt und über einen soliden Sinn für Humor verfügt, ist Naughty Bear eintönig, klobig und hat ständig das Gefühl, dass es Sie von den Teilen des Spiels fernhält, die wirklich Spaß machen – nämlich der Jagd und Ermordung entzückender Stofftiere.“
Common Sense Media gab dem Spiel außerdem zwei von fünf Sternen und sagte, dass es sich „einfach noch nicht ganz fertig anfühlt“. „Die Steuerung ist furchtbar schwindelerregend und schlechte Kamerawinkel führen dazu, dass der Spieler sich nähernde Feinde übersieht.“ Allerdings wurde das Spiel auch für seinen humorvollen Ansatz und die ungewöhnliche Prämisse gelobt. Einige Spieler schätzten die Möglichkeit, kreativ und taktisch vorgehen zu können, um ihre Feinde zu besiegen.